# SMS Aurora
La SMS Aurora è stata una corvetta a propulsione mista vela-vapore della k.u.k. Kriegsmarine in servizio tra il 1874 e il 1918. Ceduta nel 1920 alla Jugoslovenska kraljevska ratna mornarica assunse il nome di Skradin, venendo radiata nel 1927 e successivamente demolita.

## Storia
La costruzione della fregata lignea SMS Aurora, su progetto dell'ingegnere Josef Romanko, fu ordinata presso lo Cantiere San Marco, dei fratelli Tonello di Trieste e l'unità fu impostata l'11 dicembre 1871, varata il 20 novembre 1873, completata nel giugno 1874 entrando in servizio effettivo nella k.u.k. Kriegsmarine il 1º luglio dello stesso anno.

## Descrizione tecnica
La SMS Aurora era una corvetta di costruzione mista, che dislocava 1.430 tonnellate a pieno carico, era lunga 59 m, larga 10.45 m, e con un pescaggio di 5,20 m a pieno carico. L'apparato propulsivo si basava su una motrice alternativa a vapore STT Trieste e 12 caldaie che erogavano una potenza massima di 1.165 ihp.  Esso muoveva un'elica quadripala fissa Griffith del diametro di 4,12 m. La velocità massima raggiungibile era pari a 11,18 nodi, a 84 giri di macchina.  L'armamento iniziale si basava su 4 cannoni Wahrendorf da 150 mm, 2 cannoni Uchatius da 70 mm e 2 cannoni a tiro rapido da 25 mm. Esso fu modificato nel 1891 con l'installazione di 2 cannoni da 150/21 mm, 4 cannoni da 90/24 mm, 2 cannoni da 70/15 mm e 2 cannoni a tiro rapido da 47 mm.

## Impiego operativo
Il 1º agosto 1875 effettuò le prove di macchina, venendo però messa in posizione di riserva già in quello stesso anno. Nel 1877 venne riarmata, e il 16 marzo 1879 fu assegnata alla Squadra navale effettuando crociere in Dalmazia e nel Levante. Nel mese di dicembre fu sorpresa al largo dell'isola di Creta da una fortissima raffica di vento di tramontana che spezzò l'albero di bompresso. Effettuate le opportune riparazioni prestò servizio nella Squadra navale fino al 29 luglio 1880 quando fu messa di nuovo in disarmo. Riprese servizio il 2 agosto 1884 quando, al comando del capitano di fregata Viktor Bousquet partì per effettuare un viaggio nell'America del sud, dove fece scalo in Brasile e negli Stati del Rio della Plata. A Rio de Janeiro il 10 novembre fu visitata dall'Imperatore Pedro II, e il 22 dicembre a Buenos Aires dal Presidente della Repubblica Argentina Julio Argentino Roca. Il 1º gennaio 1885 si trovava a Montevideo, capitale dell'Uruguay, ritornando poi a Pola il 25 aprile dopo aver percorso 17.353 miglia. Il giorno successivo fu posta in disarmo e messa ai lavori per la sostituzione delle caldaie. Riprese servizio attivo il 5 luglio 1886 quando, al comando del capitano di fregata Franz Müller pertì per l'Asia Orientale dove una volta arrivata il 1º agosto divenne nave stazionaria. Durante questo servizio risalì il corso della Yang Tze Kiang fino alla città di Chingkiang. Rientrata a Pola il 28 aprile 1888 andò subito ai lavori il 1º maggio, che comportarono la completa revisione della macchia motrice. 
Rientrata in servizio il 5 agosto 1889, l'8 dello stesso mese salpò al comando del capitano di fregata Rodolfo Montecuccoli degli Erri per effettuare una crociera nelle Indie Occidentali e in Africa orientale. Durante la fase di ritorno in Patria, mentre la Aurora si trovava tra Colombo e Aden, 107 membri dell'equipaggio si ammalarono di influenza, che causò la morte di una marinaio avvenuta a Porto Said. Nella notte tra il 26 e il 27 aprile decedette anche l'ufficiale Hermann von Lorenz-Liburnau a causa di una infezione al sangue e la salma fu sepolta a Suda, nell'isola di Creta. Il 4 maggio 1890 la nave si ancorò a Pola dopo aver percorso 18.884 miglia, e aver consumato 820 tonnellate di carbone.
Il 1º settembre 1891 salpò, al comando del capitano di fregata Gustav Thewalt, per un viaggio addestrativo con a bordo i cadetti di marina dell'anno 1891. Durante tale crociera raggiunse le Indie occidentali, il Nord America e il Portogallo dove prese parte ai festeggiamenti per l'anniversario di Cristoforo Colombo.
Il 10 maggio 1895 salpò, al comando del capitano di fregata Kostantin Edler von Pott, per una missione in Asia Orientale, rientrando in Patria il 15 maggio 1896. L'anno successivo vennero cambiate le caldaie, e nel 1907 la nave fu declassata a nave alloggio per il personale assegnato alla Direzione sommergibili. Tra il 1904 e il 1905 effettuò lavori per la conversione a deposito mine, e il 16 settembre 1906 fu rimorchiata a Sebenico. Dopo lo scoppio della prima guerra mondiale, avvenuta il 28 agosto 1914, prestò servizio come sede del Comando Mine. Dopo al fine del conflitto, nel 1919 fu trasferita a Kumbor, nelle bocche di Cattaro, e l'anno successivo assegnata al Regno dei Serbi, Croati e Sloveni entrando in servizio nella Marina militare con il nome di Skradin il 4 marzo 1921. Tra il 1924 e il 1927 fu usata come nave alloggio, venendo poi demolita a Taedo.

### Annotazioni
1. ↑  In tedesco per i nomi delle navi, "SMS" significa Seiner Majestät Schiff ("Nave di Sua Maestà").

### Fonti
1. ↑  Gogg 1974, p. 29.
2. 1 2 3 4 5 6 7 8 9 10 11 12 13 14  Agenzia Bozzo.
3. 1 2 3 4 5 6 7  Gogg 1974, p. 46.
4. 1 2 3 4 5 6  Chesneau, Kolesni 1979, p. 277.
5. 1 2  Greger 1976, p. 135.